# Basquetebol nos Jogos Olímpicos de Verão de 1992
O basquetebol nos Jogos Olímpicos de Verão de 1992 foi realizado no Pavelló Olímpic de Badalona em Barcelona, na Espanha.
Pela primeira vez foram permitidos jogadores estadunidenses que atuassem na National Basketball Association (NBA). Formou-se então o denominado Dream Team, com jogadores como Magic Johnson, Michael Jordan, Larry Bird, Charles Barkley e Karl Malone que ajudaram a equipe dos Estados Unidos a conquistar a medalha de ouro de forma incontestável, com um média de 117 pontos por partida e todas as vitórias com mais de 30 pontos de diferença.

## Masculino
| Ouro | Prata | Bronze |
| USA Estados Unidos Christian Laettner David Robinson Patrick Ewing Larry Bird Scottie Pippen Michael Jordan Clyde Drexler Karl Malone John Stockton Chris Mullin Charles Barkley Earvin Johnson | CRO Croácia Dražen Petrović Velimir Perasović Danko Cvjetičanin Toni Kukoč Vladan Alanović Franjo Arapović Žan Tabak Stojko Vranković Alan Gregov Arijan Komazec Dino Rađa Aramis Naglić | LTU Lituânia Valdemaras Chomičius Alvydas Pazdrazdis Arūnas Visockas Darius Dimavičius Romanas Brazdauskis Gintaras Krapikas Rimas Kurtinaitis Arvydas Sabonis Artūras Karnišovas Šarūnas Marčiulionis Gintaras Einikis Sergėjus Jovaiša |

### Fase preliminar
Na primeira fase as doze equipes participantes dividiram-se em dois grupos, onde os quatro primeiros colocados de cada avançaram as quartas de final e as demais equipes partiam para a classificação de 9º a 12º lugares. Nas quartas os vencedores avançavam as semifinais e os perdedores para a classificação de 5º a 8º lugar. Os vencedores das semifinais partiam para a final e os derrotados para a disputa pela medalha de bronze.
|  | Classificados as quartas de final |  | Classificados para disputa de 9º-12º |

#### Grupo A
| Equipe                | Pts | J | V | D | PP  | PC  |
| --------------------- | --- | - | - | - | --- | --- |
| 1. USA Estados Unidos | 10  | 5 | 5 | 0 | 579 | 350 |
| 2. CRO Croácia        | 9   | 5 | 4 | 1 | 423 | 400 |
| 3. BRA Brasil         | 7   | 5 | 2 | 3 | 420 | 463 |
| 4. GER Alemanha       | 7   | 5 | 2 | 3 | 369 | 462 |
| 5. ANG Angola         | 6   | 5 | 1 | 4 | 324 | 392 |
| 6. ESP Espanha        | 6   | 5 | 1 | 4 | 398 | 476 |

| -              |         |                |
| Angola         | 48–116  | Estados Unidos |
| Alemanha       | 83–74   | Espanha        |
| Croácia        | 93–76   | Brasil         |
| -              |         |                |
| Angola         | 63–64   | Alemanha       |
| Croácia        | 70–103  | Estados Unidos |
| Brasil         | 100–101 | Espanha        |
| -              |         |                |
| Brasil         | 76–66   | Angola         |
| Estados Unidos | 111–68  | Alemanha       |
| Croácia        | 88–79   | Espanha        |
| -              |         |                |
| Espanha        | 63–83   | Angola         |
| Croácia        | 99–78   | Alemanha       |
| Estados Unidos | 127–83  | Brasil         |
| -              |         |                |
| Alemanha       | 76–85   | Brasil         |
| Croácia        | 73–64   | Angola         |
| Espanha        | 81–122  | Estados Unidos |

#### Grupo B
| Equipe                  | Pts | J | V | D | PP  | PC  |
| ----------------------- | --- | - | - | - | --- | --- |
| 1. EUN Equipa Unificada | 9   | 5 | 4 | 1 | 425 | 373 |
| 2. LTU Lituânia         | 9   | 5 | 4 | 1 | 481 | 424 |
| 3. AUS Austrália        | 8   | 5 | 3 | 2 | 432 | 396 |
| 4. PUR Porto Rico       | 8   | 5 | 3 | 2 | 445 | 440 |
| 5. VEN Venezuela        | 6   | 5 | 1 | 4 | 392 | 427 |
| 6. CHN China            | 5   | 5 | 0 | 5 | 381 | 496 |

| -                |        |                  |
| Venezuela        | 64–78  | Equipe Unificada |
| China            | 75–112 | Lituânia         |
| Porto Rico       | 76–116 | Austrália        |
| -                |        |                  |
| China            | 68–100 | Porto Rico       |
| Venezuela        | 79–87  | Lituânia         |
| Equipe Unificada | 85–63  | Austrália        |
| -                |        |                  |
| Venezuela        | 71–78  | Austrália        |
| Equipe Unificada | 100–84 | China            |
| Lituânia         | 104–91 | Porto Rico       |
| -                |        |                  |
| Venezuela        | 82–96  | Porto Rico       |
| Austrália        | 89–66  | China            |
| Lituânia         | 80–92  | Equipe Unificada |
| -                |        |                  |
| Venezuela        | 96–88  | China            |
| Austrália        | 87–98  | Lituânia         |
| Porto Rico       | 82–70  | Equipe Unificada |

### Fase final
|  | Quartas de final     | Quartas de final     |                    |                      | Semifinais     | Semifinais     |  |  | Final | Final |
|  |                      |                      |                    |                      |                |                |  |  |       |       |
|  |                      |                      |                    |                      |                |                |  |  |       |       |
|  |                      |                      |                    |                      |                |                |  |  |       |       |
|  | USA Estados Unidos   | 115                  |                    |                      |                |                |  |  |       |       |
|  | USA Estados Unidos   | 115                  |                    |                      |                |                |  |  |       |       |
|  | PUR Porto Rico       | 77                   |                    |                      |                |                |  |  |       |       |
|  | PUR Porto Rico       | 77                   | USA Estados Unidos | 127                  |                |                |  |  |       |       |
|  |                      |                      | USA Estados Unidos | 127                  |                |                |  |  |       |       |
|  |                      | LTU Lituânia         | 76                 |                      |                |                |  |  |       |       |
|  | LTU Lituânia         | LTU Lituânia         | 76                 | 114                  |                |                |  |  |       |       |
|  | LTU Lituânia         |                      |                    | 114                  |                |                |  |  |       |       |
|  | BRA Brasil           | 96                   |                    |                      |                |                |  |  |       |       |
|  | BRA Brasil           | 96                   | USA Estados Unidos | 117                  |                |                |  |  |       |       |
|  |                      |                      | USA Estados Unidos | 117                  |                |                |  |  |       |       |
|  |                      | CRO Croácia          | 85                 |                      |                |                |  |  |       |       |
|  | CRO Croácia          | CRO Croácia          | 85                 | 98                   |                |                |  |  |       |       |
|  | CRO Croácia          |                      |                    | 98                   |                |                |  |  |       |       |
|  | AUS Austrália        | 65                   |                    |                      |                |                |  |  |       |       |
|  | AUS Austrália        | 65                   | CRO Croácia        | 75                   | Terceiro lugar | Terceiro lugar |  |  |       |       |
|  |                      |                      | CRO Croácia        | 75                   | Terceiro lugar | Terceiro lugar |  |  |       |       |
|  |                      | EUN Equipa Unificada | 74                 |                      |                |                |  |  |       |       |
|  | EUN Equipa Unificada | EUN Equipa Unificada | 74                 | 83                   | LTU Lituânia   | 82             |  |  |       |       |
|  | EUN Equipa Unificada |                      |                    | 83                   | LTU Lituânia   | 82             |  |  |       |       |
|  | GER Alemanha         | 76                   |                    | EUN Equipa Unificada | 78             |                |  |  |       |       |
|  | GER Alemanha         | 76                   |                    |                      | 78             |                |  |  |       |       |
|  |                      |                      |                    |                      |                |                |  |  |       |       |
|  |                      |                      |                    |                      |                |                |  |  |       |       |

|  | Classificação 5º-8º lugar | Classificação 5º-8º lugar |    |                | 5º lugar     | 5º lugar |  |
|  |                           |                           |    |                |              |          |  |
|  |                           |                           |    |                |              |          |  |
|  | PUR Porto Rico            | 84                        |    |                |              |          |  |
|  | BRA Brasil                | 86                        |    |                |              |          |  |
|  |                           |                           |    |                |              |          |  |
|  |                           |                           |    |                |              |          |  |
|  |                           |                           |    |                | BRA Brasil   | 90       |  |
|  |                           | AUS Austrália             | 80 |                |              |          |  |
|  |                           |                           |    |                |              |          |  |
|  |                           |                           |    |                |              |          |  |
|  |                           |                           |    |                | 7º lugar     |          |  |
|  |                           |                           |    |                |              |          |  |
|  | AUS Austrália             | 109                       |    | PUR Porto Rico | 86           |          |  |
|  | GER Alemanha              | 79                        |    |                | GER Alemanha | 96       |  |

|  | Classificação 9º-12º lugar | Classificação 9º-12º lugar |    |           | 9º lugar      | 9º lugar |  |
|  |                            |                            |    |           |               |          |  |
|  |                            |                            |    |           |               |          |  |
|  | ANG Angola                 | 79                         |    |           |               |          |  |
|  | CHN China                  | 69                         |    |           |               |          |  |
|  |                            |                            |    |           |               |          |  |
|  |                            |                            |    |           |               |          |  |
|  |                            |                            |    |           | ANG Angola    | 75       |  |
|  |                            | ESP Espanha                | 78 |           |               |          |  |
|  |                            |                            |    |           |               |          |  |
|  |                            |                            |    |           |               |          |  |
|  |                            |                            |    |           | 11º lugar     |          |  |
|  |                            |                            |    |           |               |          |  |
|  | VEN Venezuela              | 81                         |    | CHN China | 97            |          |  |
|  | ESP Espanha                | 95                         |    |           | VEN Venezuela | 100      |  |

### Classificação final
| Pos.   | País                 |
| ------ | -------------------- |
| Ouro   | USA Estados Unidos   |
| Prata  | CRO Croácia          |
| Bronze | LTU Lituânia         |
| 4      | EUN Equipa Unificada |
| 5      | BRA Brasil           |
| 6      | AUS Austrália        |
| 7      | GER Alemanha         |
| 8      | PUR Porto Rico       |
| 9      | ESP Espanha          |
| 10     | ANG Angola           |
| 11     | VEN Venezuela        |
| 12     | CHN China            |

## Feminino
| Ouro | Prata | Bronze |
| EUN Equipa Unificada Elena Zhirko Elena Baranova Irina Guerlits Elena Tornikidou Elena Chvaibovitch Marina Tkachenko Irina Minkh Elena Khoudachova Irina Soumnikova Elen Bounatiants Natalia Zassoulskaia Svetlana Zaboloueva | CHN China Cong Xuedi Li Xin Liu Jun Wang Fang Zheng Dongmei Zheng Haixia Zheng Xiulin Li Dongmei Liu Qing Zhan Shuping | USA Estados Unidos Teresa Edwards Daedra Charles Clarissa Davis Teresa Weatherspoon Tammy Jackson Victoria Orr Vicky Bullett Carolyn Jones Katrina McClain Medina Dixon Cynthia Cooper-Dyke Suzie McConnell Serio |

### Fase preliminar
Na primeira fase as oito equipes participantes dividiram-se em dois grupos, onde as duas primeiras colocados de cada avançaram as semifinais e as demais equipes partiam para a classificação de 5º a 8º lugares. As vencedoras das semifinais partiam para a final e os derrotados para a disputa pela medalha de bronze.
|  | Classificados as semifinais |  | Classificados para disputa de 5º-8º |

#### Grupo A
| Equipe                  | Pts | J | V | D | PP  | PC  |
| ----------------------- | --- | - | - | - | --- | --- |
| 1. CUB Cuba             | 6   | 3 | 3 | 0 | 246 | 230 |
| 2. EUN Equipa Unificada | 5   | 3 | 2 | 1 | 244 | 222 |
| 3. BRA Brasil           | 4   | 3 | 1 | 2 | 237 | 241 |
| 4. ITA Itália           | 4   | 3 | 1 | 2 | 190 | 224 |

| -                |       |        |
| Equipe Unificada | 89–91 | Cuba   |
| Brasil           | 85–70 | Itália |
| -                |       |        |
| Cuba             | 95–88 | Brasil |
| Equipe Unificada | 79–67 | Itália |
| -                |       |        |
| Equipe Unificada | 76–64 | Brasil |
| Itália           | 53–60 | Cuba   |

#### Grupo B
| Equipe                | Pts | J | V | D | PP  | PC  |
| --------------------- | --- | - | - | - | --- | --- |
| 1. USA Estados Unidos | 6   | 3 | 3 | 0 | 318 | 181 |
| 2. CHN China          | 5   | 3 | 2 | 1 | 205 | 226 |
| 3. ESP Espanha        | 4   | 3 | 1 | 2 | 181 | 238 |
| 4. TCH Checoslováquia | 3   | 3 | 0 | 3 | 183 | 242 |

| -              |        |                |
| Checoslováquia | 55–111 | Estados Unidos |
| China          | 66–63  | Espanha        |
| -              |        |                |
| Estados Unidos | 93–67  | China          |
| Checoslováquia | 58–59  | Espanha        |
| -              |        |                |
| Checoslováquia | 70–72  | China          |
| Espanha        | 59–114 | Estados Unidos |

### Fase final
|  | Semifinal            | Semifinal            |    |          | Final              | Final |  |
|  |                      |                      |    |          |                    |       |  |
|  |                      |                      |    |          |                    |       |  |
|  | CUB Cuba             | 70                   |    |          |                    |       |  |
|  | CHN China            | 109                  |    |          |                    |       |  |
|  |                      |                      |    |          |                    |       |  |
|  |                      |                      |    |          |                    |       |  |
|  |                      |                      |    |          | CHN China          | 66    |  |
|  |                      | EUN Equipa Unificada | 76 |          |                    |       |  |
|  |                      |                      |    |          |                    |       |  |
|  |                      |                      |    |          |                    |       |  |
|  |                      |                      |    |          | 3º lugar           |       |  |
|  |                      |                      |    |          |                    |       |  |
|  | USA Estados Unidos   | 73                   |    | CUB Cuba | 74                 |       |  |
|  | EUN Equipa Unificada | 79                   |    |          | USA Estados Unidos | 88    |  |

|  | Classificação 5º-8º lugar | Classificação 5º-8º lugar |    |            | 5º lugar           | 5º lugar |  |
|  |                           |                           |    |            |                    |          |  |
|  |                           |                           |    |            |                    |          |  |
|  | BRA Brasil                | 62                        |    |            |                    |          |  |
|  | TCH Checoslováquia        | 74                        |    |            |                    |          |  |
|  |                           |                           |    |            |                    |          |  |
|  |                           |                           |    |            |                    |          |  |
|  |                           |                           |    |            | TCH Checoslováquia | 58       |  |
|  |                           | ESP Espanha               | 59 |            |                    |          |  |
|  |                           |                           |    |            |                    |          |  |
|  |                           |                           |    |            |                    |          |  |
|  |                           |                           |    |            | 7º lugar           |          |  |
|  |                           |                           |    |            |                    |          |  |
|  | ESP Espanha               | 92                        |    | BRA Brasil | 86                 |          |  |
|  | ITA Itália                | 80                        |    |            | ITA Itália         | 83       |  |

### Classificação final
| Pos.   | País                 |
| ------ | -------------------- |
| Ouro   | EUN Equipa Unificada |
| Prata  | CHN China            |
| Bronze | USA Estados Unidos   |
| 4      | CUB Cuba             |
| 5      | ESP Espanha          |
| 6      | TCH Checoslováquia   |
| 7      | BRA Brasil           |
| 8      | ITA Itália           |